# 新四平公路
新四平公路，是中國上海市东南部的一条公路，辟建于1995年3月。主要位于奉贤区，部分位于浦东新区，北起南芦公路，南至两港西大道南侧接五四公路。其南芦公路—两港西大道段是中华人民共和国228国道的一部分。

## 历史
四平公路北连四团镇，南经平安集镇后延伸至五四农场老场部，由原奉贤县四团、平安两个人民公社沿四团港辟设，宽3.5米。1966年开始由县工务所代为养护，1977年按三级公路标准裁弯取直并拓宽后成为现有道路。
1995年3月，新四平公路辟建，平行于已有的四平公路的东侧，南起平安集镇，北接南芦公路。
2016年，上海市确定了228国道的选线规划，该路的南芦公路—两港西大道段被纳入了该国道中。

## 主要交会道路（北向南）
- 南芦公路（ 222省道）
- 沪芦高速
- 川南奉公路（ 221省道）
- 上海绕城高速
- 平庄东路
- 两港西大道
- 五四公路